# Damián Rodríguez
Oscar Damián Rodríguez Cantos (ur. 27 lipca 1974 roku w Porto Alegre) – urugwajski piłkarz, występujący na pozycji obrońcy.

## Kariera piłkarska

### Kariera klubowa
Urodził się w Brazylii, ale potem wraz z rodzicami przeniósł się do Urugwaju. W 1992 rozpoczął swoją karierę w Esporte Clube 14 de Julho, skąd w następnym roku przeszedł do Nacionalu. Latem 1995 wyjechał do Argentyny, gdzie występował w klubach Social Español Buenos Aires i Godoy Cruz Antonio Tomba. W 1997 powrócił do Nacionalu, w którym następnie grał przez 6 sezonów. Latem 2002 piłkarz wyjechał za ocean podpisując kontrakt z ukraińskim Szachtarem Donieck. W rozgrywkach mistrzostw i Pucharu Ukrainy rozegrał tylko 9 spotkań i w lutym 2002 powrócił do Nacionalu. Najpierw występował meksykańskim zespole Dorados de Sinaloa, a od 2004 w kolumbijskim klubie América Cali. W 2005 bronił barw peruwiańskiego Cienciano Cuzco, po czym kolejny raz powrócił do Nacionalu. W 2007 odszedł do Central Español Montevideo, w którym zakończył karierę piłkarską.

### Kariera reprezentacyjna
W latach 2000–2002 występował w reprezentacji Urugwaju.